# Wojciech Czerwiński (1901–1956)
Wojciech Czerwiński, właśc. Wojciech Czerwiński z Czerwina, ps. „Czapla”, „Mojmir” (ur. 17 marca 1901 w Glichowie, zm. 24 listopada 1956) – polski doktor nauk humanistycznych, filozof i historyk, uczestnik I i II wojny światowej, wojny polsko-bolszewickiej, żołnierz AK, dyrektor tajnego nauczania w czasie II wojny światowej w okręgu raciechowickim, dyrektor gimnazjum i liceum w Koźlu, specjalista od problematyki Śląska Opolskiego.

## Życiorys
Urodził się w wywodzącej się z Rusi (dzisiejszej Ukrainy) rodzinie ziemiańskiej o tradycjach patriotycznych. Ukończył Gimnazjum św. Anny w Krakowie (obecnie I Liceum Ogólnokształcące im. Bartłomieja Nowodworskiego w Krakowie) i Wydział Filozoficzny na Uniwersytecie Jagiellońskim. W 1926 roku obronił doktorat z historii. W latach trzydziestych, pracując w gimnazjum w Lublińcu, zaangażowany był w propagowanie polskości na ziemiach śląskich.
Po wybuchu wojny, ścigany przez Gestapo. Angażował w działalność konspiracyjną, zarówno wojskową, jak i edukacyjną. W Glichowie zorganizował pierwszą komórkę wojskową Związku Walki Zbrojnej, poprzedniczkę AK. Był dowódcą drużyny, a później plutonu. Organizował także pomoc dla ludności cywilnej. W ramach Obwodu Myślenickiego AK Murawa, a następnie tzw. Rzeczypospolitej Raciechowickiej został dyrektorem tajnego nauczania na poziomie podstawowym i średnim pod przewodnictwem Delegata ds. Tajnego Nauczania na Okręg Myślenicki. Sam uczył wielu przedmiotów. Do 18 stycznia 1945 roku przez szkołę przewinęło się kilkadziesiąt dziewcząt i chłopców, wielu z nich zdało maturę, kolejni ukończyli kursy przygotowawcze do nauki w gimnazjum. Zajęcia odbywały się regularnie w domach mieszkańców Glichowa i Raciechowic, przede wszystkim z domu siostry Wojciecha, Anny z Czerwińskich Żabiny (Żabowej). Maturę uzyskało w sumie 65 osób, a 308 kolejnych pobierało regularnie nauki.
Po zakończeniu wojny, od roku 1945 do 1948 pracował jako dyrektor Gimnazjum i Liceum w Koźlu (obecnie I LO im. H. Sienkiewicza w Kędzierzynie-Koźlu), gdzie organizował pierwsze nauczanie i działał społecznie. Na jednej z rad pedagogicznych mówił: „Szczególnie na tym terenie należy zwracać uwagę na budzenie i rozpalanie uczuć patriotycznych przez propagowanie nieśmiertelnych wartości dorobku narodowego, przez wpajanie kultu bohaterstwa naszych przodków”. Za swoją działalność w AK oraz patriotyczne przekonania, prześladowany przez służby komunistyczne. Przeniósł się do szkoły w Mysłowicach, a następnie został pozbawiony funkcji nauczycielskich. Został zmuszony do pracy w jednej z katowickich kopalń. Zmarł nagle podczas pogrzebu swojego brata, Józefa Czerwińskiego w Glichowie. Pochowany na cmentarzu parafialnym w Raciechowicach.
Dla uczczenia Wojciecha Czerwińskiego jedna z głównych ulic Kędzierzyna-Koźla nosi jego imię. W mieście odbywają się również cykliczne sympozja dotyczące postaci Wojciecha Czerwińskiego. Tablica jego pamięci umieszczona jest również w szkole podstawowej w Glichowie.
Był bratem Andrzeja Czerwińskiego (pułkownika WP), stryjem Zbigniewa Czerwińskiego (ekonomisty, żołnierza AK). Dwóch jego braci, Franciszek i Jan Jerzy, zginęło na frontach I wojny światowej – odpowiednio w Rosji i we Włoszech. Jego żoną była Stanisława Mudryk-Czerwińska – zasłużona harcerka i nauczycielka tajnego nauczania, w czasie drugiej wojny światowej kierowniczka domu noclegowego dla wysiedleńców i ukrywających się Żydów.
Uczniami Czerwińskiego byli m.in. Karol Jonca, Jerzy Wyrozumski, Józef Karol Siciak.